# Velotte-et-Tatignécourt
Velotte-et-Tatignécourt è un comune francese di 171 abitanti situato nel dipartimento dei Vosgi nella regione del Grand Est.

## Società

### Evoluzione demografica
Abitanti censiti